# Конъюнктура (группа)
«Конъюнктура» (стилизуется как «конъюнктура») — музыкальная группа из Санкт-Петербурга. В 2023 году журнал Собака.ru включил коллектив в число наиболее многообещающих петербургских музыкантов.

## История
Группа сформировалась в 2017 году вокруг солистки, гитаристки и автора текстов Шоши Менаховской.
Состав ансамбля неоднократно менялся, постоянными участниками оставались Шоша Менаховская и Илья Сахаров (барабаны), которые также являются основателями музыкального лейбла loser music.
«Конъюнктура» регулярно выступает с сольными концертами в Петербурге и Москве, принимает участие в независимых музыкальных фестивалях. В 2019 году группа стала участницей Tinkoff Stereoleto, а с 2022 года ассоциированный с группой лейбл loser music ежегодно проводит собственный фестиваль независимой музыки «Саммер Мьюзик Викенд», объединяющий дружественные музыкальные проекты из России и стран СНГ.

## Стиль
Андерграунд для меня — это то, что делается только для собственного удовлетворения. Самая интересная музыка — та, которая не нацелена на то, чтобы кому-то понравиться.Шоша Менаховская
Для группы характерно лоу-фай звучание с мощным женским вокалом и активным применением гитарных эффектов. Их стиль описывают как инди-рок или «пост-фолк, звучащий местами как Патти Смит». За меланхоличное настроение и общую лиричность песен «конъюнктура» получала сравнение с The Smiths и Beach House. Сами музыканты трактуют своё звучание как «bedroom recording новой еврейской волны», обращаются к мотивам еврейской музыки и используют лидийские и дорийские лады.

## Дискография

### Альбомы и EP
- самосожжение (2018)
- strahno (2019)
- печальные тропики (2019)
- пепел (2022)
- керамика (2024)

### Синглы
- Самые страшные тени (feat «Убей меня, Эйс!»)
- Глаза (feat «Опиа»)
- Далеко-далеко (feat «Труд»)

## Состав
- Шоша Менаховская — вокал, гитара
- Илья Сахаров — барабаны
- Иван Мельниченко — синтезатор, перкуссия
- Владимир Еловков — гитара
- Роман Павлов — бас-гитара